# (3414) Champollion
(3414) Champollion – planetoida z grupy pasa głównego asteroid okrążająca Słońce w ciągu 3 lat i 89 dni w średniej odległości 2,19 j.a. Została odkryta 19 lutego 1983 roku w Lowell Observatory (Anderson Mesa Station) przez Edwarda Bowella. Nazwa planetoidy pochodzi od Jeana-François Champolliona (1790–1832), francuskiego archeologa i językoznawcy. Przed jej nadaniem planetoida nosiła oznaczenie tymczasowe (3414) 1983 DJ.